# Прибор Тиберг-Талена
Прибор Тиберг-Талена (Thalén-Tiberg magnetometer)  — прибор для измерения трёх компонент напряжённости (индукции) магнитного поля Земли, магнитометр, применялся в магниторазведке.

## История
Изобретён в Швеции в 80-е годы XIX века. В России впервые использован  Евгением Николаевичем Барбот де Марни. Активно применялись при магнитометрической съёмке на Урале профессором Дмитрием Львовичем Ортенбергом. Магнитометры-теодолиты Тиберга-Талена использовались при исследованиях на Курской магнитной аномалии профессором Эрнестом Егоровичем Лейстом . В магниторазведке применялся до 30-х годов XX века.

## Принцип работы
В основе этого прибора лежит простой компас, адаптированный к измерению компонент магнитного поля.